# Pulverturm (Quedlinburg)

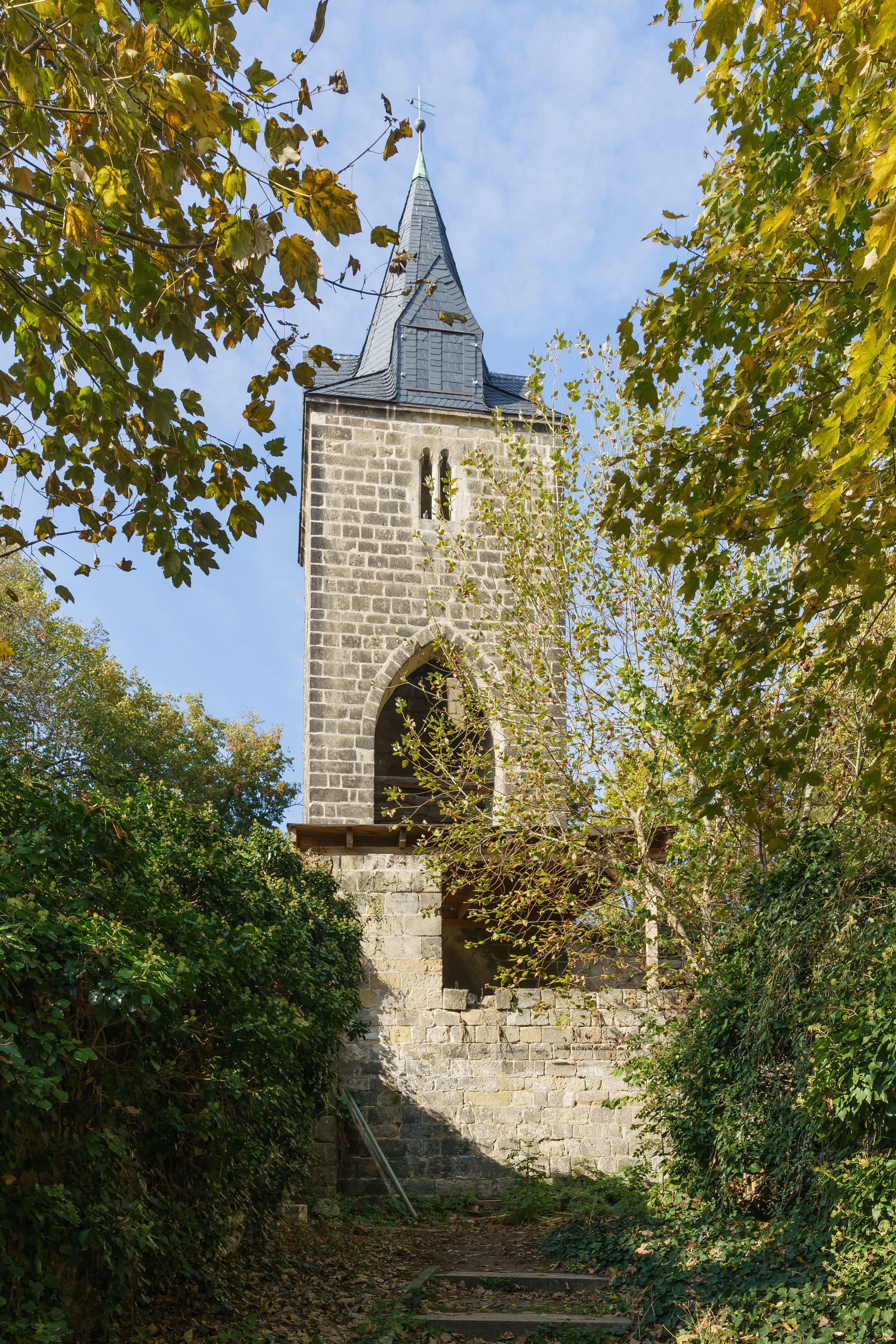
Der Pulverturm im Jahr 2018

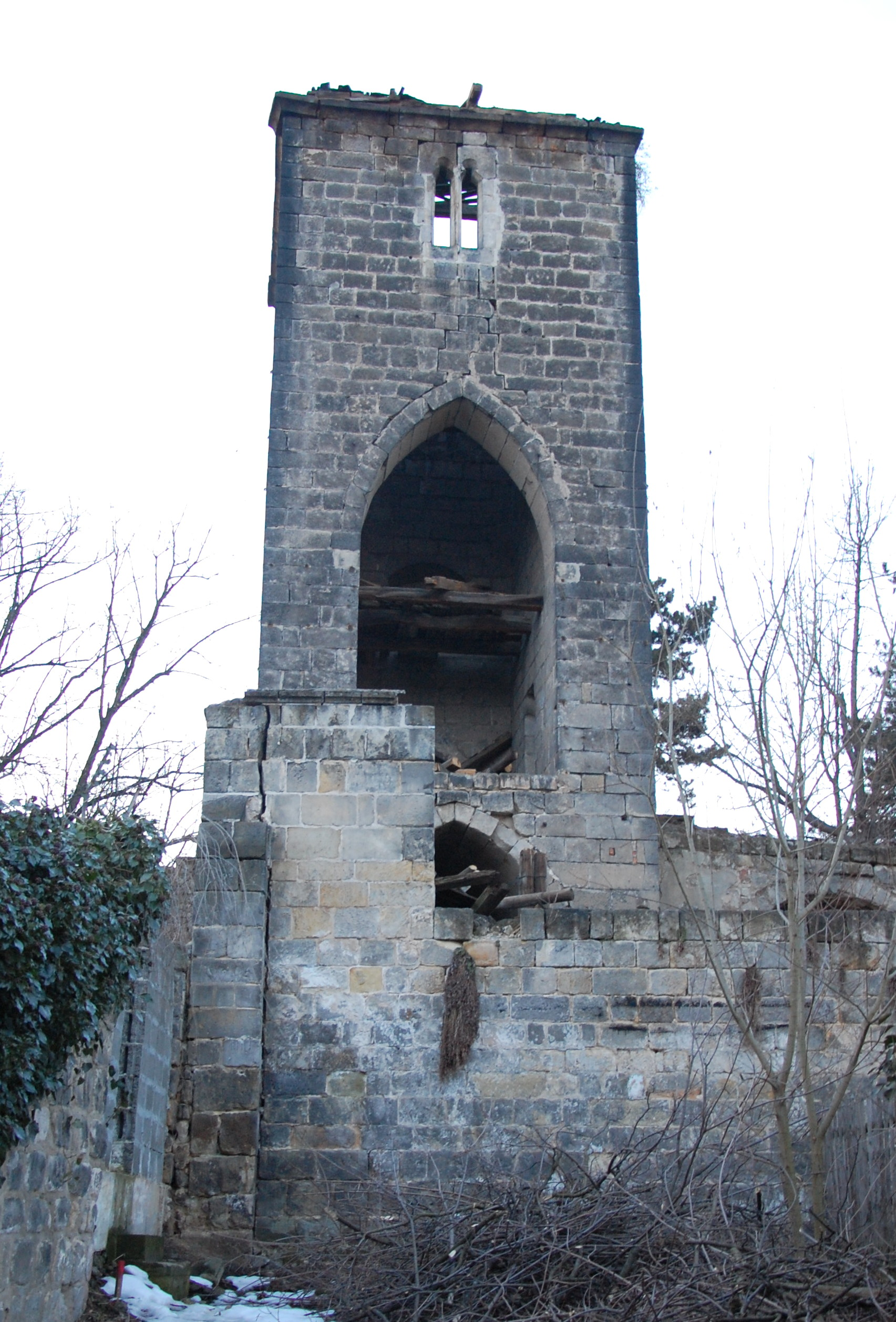
Der Pulverturm im März 2013, vor der Sanierung.

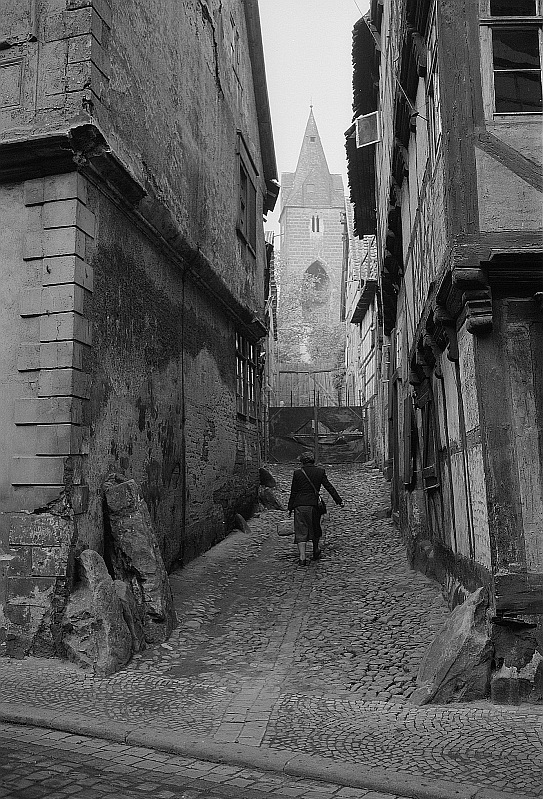
Blick von der Hohen Straße zum Pulverturm, Aufnahme aus der Zeit zwischen 1950 und 1977.

Der Pulverturm ist ein mittelalterlicher Wehrturm der denkmalgeschützten Stadtbefestigung der Stadt Quedlinburg in Sachsen-Anhalt.

## Lage
Der Turm befindet sich auf dem Grundstück des Schlosshotels Zum Markgrafen im westlichen Teil der alten Stadtbefestigung der historischen Quedlinburger Altstadt auf der Westseite der Hohen Straße, von der eine kleine Gasse in Richtung des Turms führt. Etwas weiter südlich befindet sich der Kruschitzkyturm.

## Geschichte und Architektur
Der Pulverturm verfügt über drei Geschosse und wurde aus Sandsteinquadern auf quadratischem Grundriss errichtet. Er erreicht eine Höhe von 24 Metern. Nach Osten zur Stadt hin besitzen die zwei unteren Geschosse eine Öffnung in Form von Spitzbögen, das obere Stockwerk in Form eines gekuppelten Kleebogens. Der Turmhelm ist oktogonal und verschiefert. Es bestehen vier Dacherker mit eigenem Giebel.
Ende des 20. bzw. Anfang des 21. Jahrhunderts war der Turm baufällig geworden und seit 1980 eingerüstet. Die Spitze des Turms brach in Teilen ein und neigte sich immer mehr zur Seite. Seit 2012 erfolgte eine Sanierung des Turms für mehr als 100.000 €. Für die Wiederherstellung der völlig zerstörten hölzernen Turmspitze bewilligte die Deutsche Stiftung Denkmalschutz im Januar 2013 27.500 €. Zuvor war bereits das Gerüst entfernt worden. Die eigentlichen Wiederherstellungsarbeiten begannen Anfang Juli 2013. Neben dem Land Sachsen-Anhalt und dem Landkreis Harz beteiligten sich auch private Geldgeber an der Finanzierung. Anfang August 2013 wurde die neue Spitze aufgesetzt und durch die Firma Dachbaukunst Quedlinburg mit etwa 3.000 bis 3.500 Schiefertafeln gedeckt. Die hölzerne Spitze hat eine Höhe von neun Metern, umfasst 7,5 m³ Holz und wiegt ungefähr sechs Tonnen. Sie war durch eine Zimmerei aus Ilsenburg am Boden zusammengefügt worden und mit einem Spezialkran dem Turm aufgesetzt worden. Zuvor war eine Instandsetzung der Mauerkronen des Turms erfolgt. Auf der Spitze des Turms wurde eine Wetterfahne aus Kupfer installiert.